# Japanische Badmintonmeisterschaft 1964
Die Japanische Badmintonmeisterschaft 1964 war die 18. Austragung der nationalen Titelkämpfe im Badminton in Japan. Sie fand in Aizu-Wakamatsu statt.

## Titelträger
| Disziplin    | Sieger                        |
| ------------ | ----------------------------- |
| Herreneinzel | Takeshi Miyanaga              |
| Dameneinzel  | Noriko Takagi                 |
| Herrendoppel | Takeshi Miyanaga Eiichi Sakai |
| Damendoppel  | Noriko Takagi Hiroe Amano     |
| Mixed        | Tadao Hoshino Tomiko Ariki    |